# Strani amori
"Strani amori" is een nummer van de Italiaanse zangeres Laura Pausini. Het nummer verscheen op haar album Laura uit 1994. In februari van dat jaar werd het uitgebracht als de eerste single van het album.

## Achtergrond
"Strani amori" is geschreven door Angelo Valsiglio, Roberto Buti, Cheope, Marco Marati, Francesco Tanini en geproduceerd door Marati. De titel is naar het Nederlands te vertalen als "Vreemde liefdes". Pausini zong het nummer voor het eerst tijdens het Festival van San Remo in februari 1994, waar zij derde werd achter "Passerà" van Aleandro Baldi en "Signor tenente" van Giorgio Faletti.
"Strani amori" werd een grote hit in Europa. In Italië bereikte het de tweede plaats, terwijl het ook in Frankrijk de hitlijsten bereikte. In Nederland kwam de single respectievelijk tot de vijfde en vierde plaats in de Top 40 en de Mega Top 50, terwijl in de voorloper van de Vlaamse Ultratop 50 de tweede plaats werd gehaald. Later werd het nummer naar het Spaans vertaald onder de titel "Amores extraños". Deze versie werd een nummer 1-hit in de Amerikaanse Latin Pop Airplay-lijst.
Pausini nam "Strani amori" in 2001 opnieuw op voor haar compilatiealbum The Best of Laura Pausini: E ritorno da te en in 2013 opnieuw voor het compilatiealbum 20 – The Greatest Hits. In 1994 werd het gecoverd door de Braziliaanse zanger Renato Russo op zijn album Equilíbrio distante. In 2010, veertien jaar na diens overlijden, nam Pausini het nummer opnieuw op en mixte deze versie met de eerder opgenomen versie van Russo op het album Renato Russo: Duetos.

## Hitnoteringen

### Nederlandse Top 40
| Hitnotering: 26-03-1994 t/m 09-07-1994 | Hitnotering: 26-03-1994 t/m 09-07-1994 | Hitnotering: 26-03-1994 t/m 09-07-1994 | Hitnotering: 26-03-1994 t/m 09-07-1994 | Hitnotering: 26-03-1994 t/m 09-07-1994 | Hitnotering: 26-03-1994 t/m 09-07-1994 | Hitnotering: 26-03-1994 t/m 09-07-1994 | Hitnotering: 26-03-1994 t/m 09-07-1994 | Hitnotering: 26-03-1994 t/m 09-07-1994 | Hitnotering: 26-03-1994 t/m 09-07-1994 | Hitnotering: 26-03-1994 t/m 09-07-1994 | Hitnotering: 26-03-1994 t/m 09-07-1994 | Hitnotering: 26-03-1994 t/m 09-07-1994 | Hitnotering: 26-03-1994 t/m 09-07-1994 | Hitnotering: 26-03-1994 t/m 09-07-1994 | Hitnotering: 26-03-1994 t/m 09-07-1994 | Hitnotering: 26-03-1994 t/m 09-07-1994 | Hitnotering: 26-03-1994 t/m 09-07-1994 |
| Week                                   | 1                                      | 2                                      | 3                                      | 4                                      | 5                                      | 6                                      | 7                                      | 8                                      | 9                                      | 10                                     | 11                                     | 12                                     | 13                                     | 14                                     | 15                                     | 16                                     |                                        |
| -------------------------------------- | -------------------------------------- | -------------------------------------- | -------------------------------------- | -------------------------------------- | -------------------------------------- | -------------------------------------- | -------------------------------------- | -------------------------------------- | -------------------------------------- | -------------------------------------- | -------------------------------------- | -------------------------------------- | -------------------------------------- | -------------------------------------- | -------------------------------------- | -------------------------------------- | -------------------------------------- |
| Positie                                | 35                                     | 24                                     | 19                                     | 14                                     | 10                                     | 7                                      | 5                                      | 5                                      | 6                                      | 6                                      | 7                                      | 13                                     | 16                                     | 21                                     | 32                                     | 39                                     | uit                                    |

### Mega Top 50
| Hitnotering: 26-03-1994 t/m 16-07-1994 | Hitnotering: 26-03-1994 t/m 16-07-1994 | Hitnotering: 26-03-1994 t/m 16-07-1994 | Hitnotering: 26-03-1994 t/m 16-07-1994 | Hitnotering: 26-03-1994 t/m 16-07-1994 | Hitnotering: 26-03-1994 t/m 16-07-1994 | Hitnotering: 26-03-1994 t/m 16-07-1994 | Hitnotering: 26-03-1994 t/m 16-07-1994 | Hitnotering: 26-03-1994 t/m 16-07-1994 | Hitnotering: 26-03-1994 t/m 16-07-1994 | Hitnotering: 26-03-1994 t/m 16-07-1994 | Hitnotering: 26-03-1994 t/m 16-07-1994 | Hitnotering: 26-03-1994 t/m 16-07-1994 | Hitnotering: 26-03-1994 t/m 16-07-1994 | Hitnotering: 26-03-1994 t/m 16-07-1994 | Hitnotering: 26-03-1994 t/m 16-07-1994 | Hitnotering: 26-03-1994 t/m 16-07-1994 | Hitnotering: 26-03-1994 t/m 16-07-1994 | Hitnotering: 26-03-1994 t/m 16-07-1994 |
| Week                                   | 1                                      | 2                                      | 3                                      | 4                                      | 5                                      | 6                                      | 7                                      | 8                                      | 9                                      | 10                                     | 11                                     | 12                                     | 13                                     | 14                                     | 15                                     | 16                                     | 17                                     |                                        |
| -------------------------------------- | -------------------------------------- | -------------------------------------- | -------------------------------------- | -------------------------------------- | -------------------------------------- | -------------------------------------- | -------------------------------------- | -------------------------------------- | -------------------------------------- | -------------------------------------- | -------------------------------------- | -------------------------------------- | -------------------------------------- | -------------------------------------- | -------------------------------------- | -------------------------------------- | -------------------------------------- | -------------------------------------- |
| Positie                                | 38                                     | 27                                     | 18                                     | 9                                      | 4                                      | 4                                      | 5                                      | 6                                      | 6                                      | 6                                      | 8                                      | 14                                     | 16                                     | 19                                     | 23                                     | 29                                     | 46                                     | uit                                    |

### NPO Radio 2 Top 2000
| Nummer met noteringen in de NPO Radio 2 Top 2000 | '09  | '10  | '11 | '12  | '13  | '14  | '15  |
| ------------------------------------------------ | ---- | ---- | --- | ---- | ---- | ---- | ---- |
| Strani amori                                     | 1822 | 1792 | -   | 1805 | 1915 | 1837 | 1985 |

1. ↑  Een '-' betekent dat het nummer niet was genoteerd en een vetgedrukt getal geeft de hoogste notering aan.
2. ↑  2009 was het eerste jaar met een notering voor dit nummer.
3. ↑  Deze tabel is bijgewerkt tot en met de laatste editie (2024).